# Sonoya Mizuno
Sonoya Mizuno (Tóquio, 1 de julho de 1988) é uma atriz, modelo e bailarina nipo-britânica.

## Biografia
Mizuno nasceu na capital do Japão, Tóquio, e cresceu em Somerset, Reino Unido. Ela ingressou na Royal Ballet School quando criança e permaneceu no centro até a graduação. Em seguida, trabalhou para inúmeras companhias de balé clássico, como Semperoper Ballet, New English Ballet Theatre e Scottish Ballet. Com 20 anos, decidiu se dedicar à carreira de modelo, quando fez contrato com Chanel S.A., Alexander McQueen, Yves Saint Laurent e Louis Vuitton.

## Filmografia

### Cinema
| Ano  | Filme                | Papel                                    | Notas |
| ---- | -------------------- | ---------------------------------------- | ----- |
| 2012 | Venus in Eros        | Forest Guard                             |       |
| 2015 | Ex Machina           | Kyoko                                    |       |
| 2016 | High Strung          | Jazzy                                    |       |
| 2016 | Alleycats            | Suzie                                    |       |
| 2016 | La La Land           | Caitlin                                  |       |
| 2017 | Beauty and the Beast | Debutante                                |       |
| 2018 | Annihilation         | Humanóide, Katie (estudante de Medicina) |       |
| 2018 | The Domestics        | Betsy                                    |       |
| 2018 | Crazy Rich Asians    | Araminta Lee                             |       |
| 2019 | Ambition             | Sarah                                    |       |

### Televisão
| Ano  | Filme               | Papel       | Notas            |
| ---- | ------------------- | ----------- | ---------------- |
| 2018 | Maniac              | Dra. Fujita | Elenco Principal |
| 2022 | House of The Dragon | Mysaria     | Elenco Principal |